# Strongylognathus rehbinderi
Strongylognathus rehbinderi  (лат.) — вид муравьёв-рабовладельцев рода Strongylognathus из подсемейства Myrmicinae (Formicidae). Закавказье: Армения и Грузия. Включён в Международную Красную книгу МСОП. Длина самок около 5 мм; основная окраска коричневая. Голова самок и рабочих на затылке без выемки, субквадратная. Имеют саблевидные мандибулы без зубцов. Усики 12-члениковые (у самцов состоят из 10 сегментов), булава трёхчлениковая. Стебелёк между грудкой и брюшком состоит из двух члеников: петиолюса и постпетиолюса (последний четко отделен от брюшка), жало развито, куколки голые (без кокона). Вид был впервые описан в 1904 году швейцарским мирмекологом Огюстом Форелем под первоначальным названием Strongylognathus christophi var. rehbinderi. До видового статуса повышен в 1948 году (Арнольди, 1948). Самцы были описаны только в 1966 году, спустя почти полвека после открытия рабочих и самок.